# Gustav Otto
Gustav Otto född 12 januari 1883 i Köln död 28 februari 1926 i München, var en tysk flygplanstillverkare. Han var son till Nicolaus August Otto.
Otto grundade 1911 flygplansfabriken Otto Flugzeugwerke för tillverkning av dubbeldäckare som användes som skolflygplan. Hans företag försattes i konkurs 1916, efter att han återköpt konkursboet köpte han även Karl Rapps företag Rapp-Motorenwerke GmbH vilka han slog samman till ett företag. Eftersom företaget under Ottos ledning hela tiden styrdes av likviditetsproblem tvingades han bort från företaget och tog sitt liv vid 43 års ålder. 